# Svinjsko
Svinjsko este o localitate din comuna Sevnica, Slovenia, cu o populație de 67 de locuitori.